# Valerie Mizrahi
Valerie Mizrahi (sinh năm 1958) là một nhà sinh học phân tử Nam Phi.

## Tiểu sử
Bà là con gái của Morris và Etty Mizrahi, bà sinh ra ở Harare, Zimbabwe và được giáo dục ở đó. Gia đình bà là một gia đình Do Thái sephardic đến từ hòn đảo Rhodes của Hy Lạp.

## Sự nghiệp
Bà nhận bằng Cử nhân về hóa học và toán học và sau đó là bằng tiến sĩ hóa học tại Đại học Cape Town. Từ năm 1983 để năm 1986, bà theo đuổi các nghiên cứu sau tiến sĩ tại Đại học bang Pennsylvania. Mizrahi sau đó làm công việc nghiên cứu và phát triển cho công ty dược phẩm Smith, Kline & French. Năm 1989, bà thành lập đơn vị nghiên cứu tại Viện Nghiên cứu Y khoa Nam Phi và Đại học Witwatersrand, đến năm 2010. Nghiên cứu của bà tập trung vào việc điều trị bệnh lao, và kháng thuốc. Năm 2011, bà trở thành giám đốc Viện các bệnh Truyền nhiễm và Y học phân tử tại Đại học Cape Town. Mizrahi là giám đốc một đơn vị nghiên cứu của Hội đồng nghiên cứu y khoa Nam Phi và chỉ đạo trung tâm Trung tâm hàng đầu trong nghiên cứu lao y sinh - Centre of Excellence in Biomedical TB Research, chi nhánh của Đại học Cape Town.
Mizrahi nhận Giải thưởng dành cho Phụ nữ trong Khoa học L'Oréal-UNESCO vào năm 2000. Năm 2006, bà nhận được Huy chương vàng từ Hiệp hội Hóa Sinh học Phân tử Nam Phi và Giải thưởng nhà khoa học nữ xuất sắc
của Sở Khoa học và Công nghệ. Bà là thành viên của Hội Hoàng gia và Học viện Khoa học Nam Phi và cũng là thành viên Học viện Vi sinh học Mỹ từ năm 2009.. Bà nhận được Huân chương Mapungubwe năm 2007. Từ năm 2000 đến năm 2010,bà là học giả nghiên cứu quốc tế của Viện Y khoa Howard Hughes; Từ năm 2012 đến 2017, bà được vinh danh là Học giả Nghiên cứu Quốc tế Cấp cao. Năm 2013, bà nhận được giải thưởng Christophe Mérieux của Institut de France cho công trình nghiên cứu về bệnh lao.

## Cuộc sống cá nhân
Valerie có hai con gái, và cha bà là chủ tịch danh dự Hội thánh người Do Thái Johannesburg Sephardic. Bà nói tiếng Judeo-Tây Ban Nha từ lúc nhỏ khi ở nhà.

## Ấn phẩm
- Effects of Pyrazinamide on Fatty Acid Synthesis by Whole Mycobacterial Cells and Purified Fatty Acid Synthase I. Helena I. Boshoff, Valerie Mizrahi, Clifton E. Barry. Journal of Bacteriology, 2002
- The impact of drug resistance on Mycobacterium tuberculosis physiology: what can we learn from rifampicin?. Anastasia Koch, Valerie Mizrahi, Digby F Warner. Emerging Microbes & Infections, 2014